# 田中恒成
田中 恒成（たなか こうせい、1995年6月15日 - ）は、日本の元プロボクサー。岐阜県多治見市出身。
SOUL BOX畑中ボクシングジム所属。元WBO世界ミニマム級王者。元WBO世界ライトフライ級王者。元WBO世界フライ級スーパー王者。元WBO世界スーパーフライ級王者。世界最速の世界4階級制覇王者。
トレーナーは父親の田中斉。入場曲はクイーンの「I was born to love you」。兄・亮明はアマチュアボクシングの選手で、2020年東京五輪フライ級銅メダリスト。妹もいる。フィギュアスケート選手の横井ゆは菜・きな結は従姉妹。

## 来歴

### アマチュア
幼稚園より空手に打ち込み、小5で兄とともに多治見市内のイトカワジムで打撃を学ぶ目的でボクシングを始める。
中京高等学校に進み、元OPBF東洋太平洋スーパーフライ級王者石原英康が部長を務めるボクシング部に所属。1年で山口国体を優勝すると、2年でインターハイ優勝、国体2連覇、さらに選抜も優勝を果たし、高校4冠。国際大会でもアジアユースで銀メダル獲得。3年次のインターハイは3位。

### プロ

#### ミニマム級
インターハイ後、元WBC世界スーパーバンタム級王者畑中清詞のSOUL BOX畑中ボクシングジムに入門し、2013年9月22日に名古屋国際会議場にてB級プロテストを受験し合格。10月10日、当時在学していた中京高校で異例となるプロ転向記者会見を開いた。
2013年11月10日、WBO世界ミニマム級6位のオスカー・レクナファ相手にプロデビュー、開始1分過ぎにダウンを奪い、3-0の判定勝利でデビュー戦を飾った。この試合の結果、11月度の日本ランキングでライトフライ級10位に入った。
2014年3月16日、WBAミニマム級12位のロネル・フェレーラス相手にプロ2戦目、3-0の判定勝利を収めた。WBA世界ミニマム級14位にランクされた。
2014年4月、中京大学経済学部に進学。
2014年7月20日、東洋太平洋3位のクリソン・オマヤオと対戦、初回にダウンを奪うと一度は立ち上がった相手を右で攻め、プロ初のKO勝利を挙げた。この試合後、東洋太平洋1位にアップした。

##### 最速東洋太平洋王座獲得
10月30日、後楽園ホールにて原隆二（大橋）が持つOPBF東洋太平洋ミニマム級王座に挑み、10回TKOで原と同門の井上尚弥や八重樫東らが持っていた5戦目を更新する日本男子最短記録となるプロ4戦目（女子は当時好川菜々の3戦目）での東洋太平洋王座獲得を果たした。

##### 最速世界王座獲得
2015年5月30日、小牧市スポーツ公園総合体育館にてWBO世界ミニマム級1位のフリアン・イェドラスとWBO世界同級王座決定戦を行い、12回3-0（115-113、2者が117-111）の判定勝ちを収め、日本男子最速となるプロ5戦目（女子は当時富樫直美の4戦目）での世界王座獲得に成功した。6月14日、WBOの2015年6月度月間MVPに選出された。
2015年12月31日、愛知県体育館でWBO世界ミニマム級4位でWBOアジア太平洋同級王者のビック・サルダールと対戦し序盤から苦戦を強いられ5回に右ストレートでダウンを奪われるも、次の6回に左ボディブローでダウンを奪い返しそのままカウンテッドアウト。逆転となる6回2分15秒KO勝ちを収め、初防衛に成功した。

#### ライトフライ級
2016年4月7日、ライトフライ級に転向するためにWBO世界ミニマム級王座を返上した。同月4月16日に発表された世界ランキングでは、WBO世界ライトフライ級2位にランクインした。
2016年5月28日、名古屋国際会議場でIBF世界ライトフライ級9位のレネ・パティラノとライトフライ級契約10回戦を行い、6回2分23秒KO勝ちを収めた。
2016年12月31日、岐阜メモリアルセンターで行われた「SOUL FIGHTING」でドニー・ニエテスの王座返上に伴いWBO世界ライトフライ級1位のモイセス・フェンテスとWBO世界同級王座決定戦を行い、5回1分52秒TKO勝ちを収め、井上尚弥と並ぶ日本最速タイ記録となるプロ8戦目での2階級制覇を達成した。
2017年5月20日、テバオーシャンアリーナでWBO世界ライトフライ級1位のアンヘル・アコスタと対戦し、12回3-0（117-110×2、116-111）の判定勝ちを収め初防衛に成功した。
2017年9月13日、大阪府立体育会館でWBO世界ライトフライ級13位のパランポン・CPフレッシュマートと対戦し、9回1分27秒TKO勝ちを収め2度目の防衛に成功したが、試合のダメージは深く両目に眼窩底骨折を負って、WBA同級王者田口良一との年内統一戦のプランは白紙となった。

#### フライ級
2017年11月30日、フライ級に転向するためにWBO世界ライトフライ王座を返上した。
2018年3月31日、名古屋国際会議場でWBO世界フライ級13位のロニー・バルドナドとフライ級10回戦を行い、9回2分26秒TKO勝ちを収めた。

##### 世界最速三階級制覇
2018年9月24日、テバオーシャンアリーナでWBO世界フライ級王者木村翔（青木）に挑戦し、12回2-0（116-112、115-113、114-114）の判定勝ちを収め、ワシル・ロマチェンコと並ぶ世界最速タイ記録となるプロ12戦目での3階級制覇を達成した。
2019年3月16日、岐阜メモリアルセンターで行われた「the FATE」で、田口良一（ワタナベ）と対戦し、12回3-0の判定勝ちを収め、初防衛に成功した。
2019年8月24日、武田テバオーシャンアリーナでWBO世界フライ級1位のジョナサン・ゴンサレスと対戦し、ダウンの応酬の末に7回にゴンサレスから3度ダウンを奪い、7回2分49秒TKO勝ちを収め2度目の防衛に成功した。なお試合前の公開練習で、田中は母校の中京学院大中京高校（当時）が夏の甲子園において、多くの試合で7回に逆転して勝利を収め、ベスト4に進出したことに関連して「序盤は距離をとって…7回ぐらい」と7回にKOを目指すことを話しており、それが実現する形となった。
2019年12月31日、大田区総合体育館でWBO世界フライ級10位の烏蘭託了哈孜（ウラン・トロハツ）と対戦し、3回に左アッパーでダウンを奪い3回2分29秒KO勝ちを収め、3度目の防衛に成功した。
2020年1月13日、WBOは田中をスーパー王座に認定した。

#### スーパーフライ級
2020年1月31日付で、WBO世界フライ級王座を返上した。
田中は指名挑戦権を得ることができるスーパー王座に認定されていたため、2020年2月5日に、WBOは田中をスーパーフライ級1位にランクインし、井岡一翔の持つWBO世界スーパーフライ級王座の指名挑戦者として認めると発表した。

##### 世界最速四階級制覇挑戦
2020年12月31日、大田区総合体育館にてWBO世界スーパーフライ級王者井岡一翔に挑戦。試合は序盤から田中が積極的に攻めるも、井岡のガード固く有効打を少なくして主導権を渡さない。3回までは採点でほぼ互角だったが、5回と6回に戦前から指摘されていた右ストレートの打ち終わりでのガードが下がったところをカウンターからの左フックでダウンを喫し、更には8回に左フックでふらついたところでレフェリーストップ。8回1分35秒TKO負けを喫し、プロ初黒星。オスカー・デ・ラ・ホーヤを上回る世界最速となる16戦目での4階級制覇に失敗した。試合後は「完敗です。こんなに差があるのにびっくりした。」とコメントした。
2022年6月29日、東京・後楽園ホールでWBOアジアパシフィックスーパーフライ級王者の橋詰将義に挑戦し、序盤は橋詰が体格差を生かし有利に試合を進めるが、5回に橋詰が右目の眉尻をカットし流血、猛烈な連打を浴びせてレフェリーが試合を止め、5回2分52秒TKO勝ちを収めWBOアジアパシフィック王座の獲得に成功した。
2022年12月11日、名古屋・武田テバオーシャンアリーナでWBO世界スーパーフライ級4位、WBC同級8位のヤンガ・シッキボと対戦し、3-0の判定勝ちを収めた。
2023年5月21日、名古屋市瑞穂公園体育館でWBC世界スーパーフライ級13位のパブロ・カリージョと対戦し、10回TKO勝ちを収めた。

##### 世界最速四階級制覇
2024年2月24日、東京・両国国技館でWBO世界スーパーフライ級2位のクリスチャン・バカセグアとWBO世界同級王座決定戦を行い、12回3-0（116-111、117-110、119-108）の判定で勝利し、井岡一翔、井上尚弥に次ぐ日本人3人目となる世界4階級制覇に成功した。記録的には元世界6階級制覇のデ・ラ・ホーヤの24戦目を上回る、史上最速21戦目で達成し、なおかつWBO一団体のみでの4階級（ミニマム、フライ、ライトフライ、スーパーフライ）制覇も史上初となった。2020年大晦日、4階級制覇を狙い井岡一翔に挑むもTKO負けを喫して以来3年間あまり、スーパーフライ級をホームにし4戦4勝からの王座戴冠。試合後マイクで「（井岡に負けた）あの3年前からの時間があって良かった」と語り、世界最速4階級制覇については「もちろんうれしいが、満足できてない自分がいることがうれしい」とストイックなコメントを残した。
2024年7月20日、東京・両国国技館でWBO世界スーパーフライ級12位のジョナタン・ロドリゲスと初防衛戦を行う予定だったが、ロドリゲスが前日計量でスーパーフライ級の規定体重よりも2.9kg体重超過となり、再計量についてもロドリゲスが足の痙攣など健康上の問題を起こしたために拒否し、両陣営の話し合いの結果、試合は中止となった。日本での体重超過による世界タイトルマッチ中止は史上初。ロドリゲス陣営によるとロドリゲスは17日の練習中に痙攣を起こしたと同時に息苦しさも訴えたため、スポーツドリンクを与えて休ませた結果、体重が増加したという。
2024年10月13日、有明アリーナでWBO世界スーパーフライ級5位でIBFインターナショナル同級王者のプメレレ・カフと仕切り直しの初防衛戦を行うも、12回1-2の判定で敗れ初防衛に失敗、王座から陥落した。

#### 現役引退
2025年6月4日、網膜剥離による視力低下を理由に現役引退を表明。
2025年7月6日、ABEMA「BENKEI FIGHT vol.6」で初解説。
2025年8月16日、露橋スポーツセンターにて引退セレモニー。

## 人物
・井上尚弥と並ぶプロ8戦目での日本最速の世界2階級制覇王者であり、ワシル・ロマチェンコと並ぶプロ12戦目での世界最速の世界3階級制覇王者である。

## 戦績
- アマチュアボクシング：51戦 46勝 (13KO・RSC) 5敗
- プロボクシング：22戦 20勝 (11KO) 2敗

| 戦           | 日付           | 勝敗 | 時間     | 内容    | 対戦相手                       | 国籍             | 備考                                          |
| ------------ | -------------- | ---- | -------- | ------- | ------------------------------ | ---------------- | --------------------------------------------- |
| 1            | 2013年11月10日 | ☆    | 6R       | 判定3-0 | オスカー・レクナファ           | インドネシア     | プロデビュー戦                                |
| 2            | 2014年3月16日  | ☆    | 8R       | 判定3-0 | ロネル・フェレーラス           | フィリピン       |                                               |
| 3            | 2014年7月20日  | ☆    | 1R 1:55  | KO      | クリソン・オマヤオ             | フィリピン       |                                               |
| 4            | 2014年10月30日 | ☆    | 10R 0:50 | TKO     | 原隆二（大橋）                 | 日本             | OPBF東洋太平洋ミニマム級タイトルマッチ        |
| 5            | 2015年5月30日  | ☆    | 12R      | 判定3-0 | フリアン・イェドラス           | メキシコ         | WBO世界ミニマム級王座決定戦                   |
| 6            | 2015年12月31日 | ☆    | 6R 2:15  | KO      | ビック・サルダール             | フィリピン       | WBO防衛1                                      |
| 7            | 2016年5月28日  | ☆    | 6R 2:23  | KO      | レネ・パティラノ               | フィリピン       |                                               |
| 8            | 2016年12月31日 | ☆    | 5R 1:52  | TKO     | モイセス・フェンテス           | メキシコ         | WBO世界ライトフライ級王座決定戦               |
| 9            | 2017年5月20日  | ☆    | 12R      | 判定3-0 | アンヘル・アコスタ             | プエルトリコ     | WBO防衛1                                      |
| 10           | 2017年9月13日  | ☆    | 9R 1:27  | TKO     | パランポン・CPフレッシュマート | タイ             | WBO防衛2                                      |
| 11           | 2018年3月31日  | ☆    | 9R 2:26  | TKO     | ロニー・バルドナド             | フィリピン       |                                               |
| 12           | 2018年9月24日  | ☆    | 12R      | 判定2-0 | 木村翔（青木）                 | 日本             | WBO世界フライ級タイトルマッチ                 |
| 13           | 2019年3月16日  | ☆    | 12R      | 判定3-0 | 田口良一（ワタナベ）           | 日本             | WBO防衛1                                      |
| 14           | 2019年8月24日  | ☆    | 7R 2:49  | TKO     | ジョナサン・ゴンサレス         | プエルトリコ     | WBO防衛2                                      |
| 15           | 2019年12月31日 | ☆    | 3R 2:29  | KO      | 烏蘭託了哈孜                   | 中国             | WBO防衛3                                      |
| 16           | 2020年12月31日 | ★    | 8R 1:35  | TKO     | 井岡一翔（Ambition）           | 日本             | WBO世界スーパーフライ級タイトルマッチ         |
| 17           | 2021年12月11日 | ☆    | 10R      | 判定2-1 | 石田匠（井岡）                 | 日本             |                                               |
| 18           | 2022年6月29日  | ☆    | 5R 2:52  | TKO     | 橋詰将義（角海老宝石）         | 日本             | WBOアジア太平洋スーパーフライ級タイトルマッチ |
| 19           | 2022年12月11日 | ☆    | 10R      | 判定3-0 | ヤンガ・シッキボ               | 南アフリカ共和国 |                                               |
| 20           | 2023年5月21日  | ☆    | 10R 2:43 | TKO     | パブロ・カリージョ             | コロンビア       |                                               |
| 21           | 2024年2月24日  | ☆    | 12R      | 判定3-0 | クリスチャン・バカセグア       | メキシコ         | WBO世界スーパーフライ級王座決定戦             |
| 22           | 2024年10月14日 | ★    | 12R      | 判定1-2 | プメレレ・カフ                 | 南アフリカ共和国 | WBO陥落                                       |
| テンプレート |                |      |          |         |                                |                  |                                               |

## 獲得タイトル
アマチュア
- 第66回国民体育大会少年の部ライトフライ級優勝
- 平成24年度全国高等学校総合体育大会ライトフライ級優勝
- 第67回国民体育大会少年の部ライトフライ級優勝
- 第24回全国高等学校ボクシング選抜大会ライトフライ級優勝

プロ
- 第17代OPBF東洋太平洋ミニマム級王座（防衛0＝返上）
- WBOアジアパシフィックスーパーフライ級王座（防衛0=返上）
- WBO世界ミニマム級王座（防衛1=返上）
- WBO世界ライトフライ級王座（防衛2=返上）
- WBO世界フライ級王座（防衛3=スーパー王座認定=返上）
- WBO世界スーパーフライ級王座（防衛0）

## 受賞歴
- プロ・アマチュア年間表彰
  - 2012年アマチュアボクシング部門 新鋭賞
  - 2014年プロボクシング部門 新鋭賞
  - 2014年プロボクシング部門 国内部門 年間最高試合賞（=2014年12月30日 OPBF東洋太平洋ミニマム級タイトルマッチ　原隆二vs田中恒成）
  - 2015年プロボクシング部門 努力賞
  - 2019年プロボクシング部門 優秀選手賞[66]
- WBO 2015年6月度月間MVP